# Neuseeländische Badmintonmeisterschaft 2017
Die Neuseeländische Badmintonmeisterschaft 2017 fand vom 7. bis zum 9. April 2017 in Auckland statt.

## Medaillengewinner
| Disziplin    | Gold                            | Silber                                | Bronze                               |
| ------------ | ------------------------------- | ------------------------------------- | ------------------------------------ |
| Herreneinzel | Abhinav Manota                  | Edward Lau                            | Oscar Guo                            |
| Herreneinzel | Abhinav Manota                  | Edward Lau                            | Dylan Soedjasa                       |
| Dameneinzel  | Sally Fu                        | Courtney Trillo                       | Rebecca Goddard                      |
| Dameneinzel  | Sally Fu                        | Courtney Trillo                       | Christine Zhang                      |
| Herrendoppel | Oscar Guo Dacmen Vong           | Abhinav Manota Dylan Soedjasa         | Jonathan Curtin Dhanny Oud           |
| Herrendoppel | Oscar Guo Dacmen Vong           | Abhinav Manota Dylan Soedjasa         | Samuel Ho Riga Oud                   |
| Damendoppel  | Anona Pak Christine Zhang       | Susannah Leydon-Davis Danielle Tahuri | Caragh Alley Courtney Trillo         |
| Damendoppel  | Anona Pak Christine Zhang       | Susannah Leydon-Davis Danielle Tahuri | Maria Masinipeni Kelly Stern         |
| Mixed        | Abhinav Manota Justine Villegas | Edward Lau Alyssa Tagle               | Dylan Soedjasa Susannah Leydon-Davis |
| Mixed        | Abhinav Manota Justine Villegas | Edward Lau Alyssa Tagle               | Dhanny Oud Jasmin Ng                 |